# Rock Against Bush, Vol. 2
Rock Against Bush è una compilation pubblicata dalla casa discografica Fat Wreck Chords. Contiene una collezione di canzoni, già pubblicate o inediti, di vari artisti punk rock. È stato pubblicato il 10 agosto 2004.

## Tracce
1. Favorite Son - Green Day  – 2:13 *
2. Let Them Eat War - Bad Religion  – 2:58
3. Unity - Operation Ivy  – 2:14
4. Necrotism: Decanting the Insalubrious (Cyborg Midnight) Part 7  - The Lawrence Arms  – 1:48 *
5. We Got the Power - Dropkick Murphys  – 2:45 *
6. Drunken Lullabies - Flogging Molly  – 3:49
7. Doomsday Breach - Only Crime  – 2:15
8. Gas Chamber - Foo Fighters  – 0:55 *
9. Status Pools - Lagwagon  – 2:36 *
10. What You Say - Sugarcult  – 2:36
11. 7 Years Down - Rancid  – 2:33
12. Off With Your Head - Sleater-Kinney  – 2:26 *
13. Scream Out - The Unseen  – 2:48 *
14. Violins - Yellowcard  – 3:33 *
15. Like Sprewells on a Wheelchair - Dillinger Four  – 3:41 *
16. Chesterfield King (Live) - Jawbreaker  – 4:03 *
17. Born Free (Live) - Bouncing Souls  – 1:45 *
18. No Hope (Live) - Mad Caddies  – 1:41 *
19. Kids Today - The Dwarves  – 1:25 *
20. Can't Wait to Quit - Sick of it All  – 2:09 *
21. Comforting Lie - No Doubt  – 2:52
22. State of Fear - Useless ID  – 3:12 *
23. I'm Thinking - Autopilot Off  – 2:50 *
24. My Star - The (International) Noise Conspiracy  – 2:35 *
25. Time's Up - Donots  – 3:24 *
26. Kill the Night - Hot Water Music  – 2:42 *
27. You're Gonna Die - Thought Riot  – 2:36
28. Fields of Agony (Acoustic) - No Use for a Name  – 2:45 *

*: tracce precedentemente inedite/rare